# Strongylognathus chelifer
Strongylognathus chelifer là một loài côn trùng thuộc họ Formicidae. Đây là loài đặc hữu của Nga.